# Baraschi
Baraschi (ukrainisch Бараші; russisch Бараши Baraschi) ist ein Dorf im Zentrum der ukrainischen Oblast Schytomyr mit etwa 2000 Einwohnern.

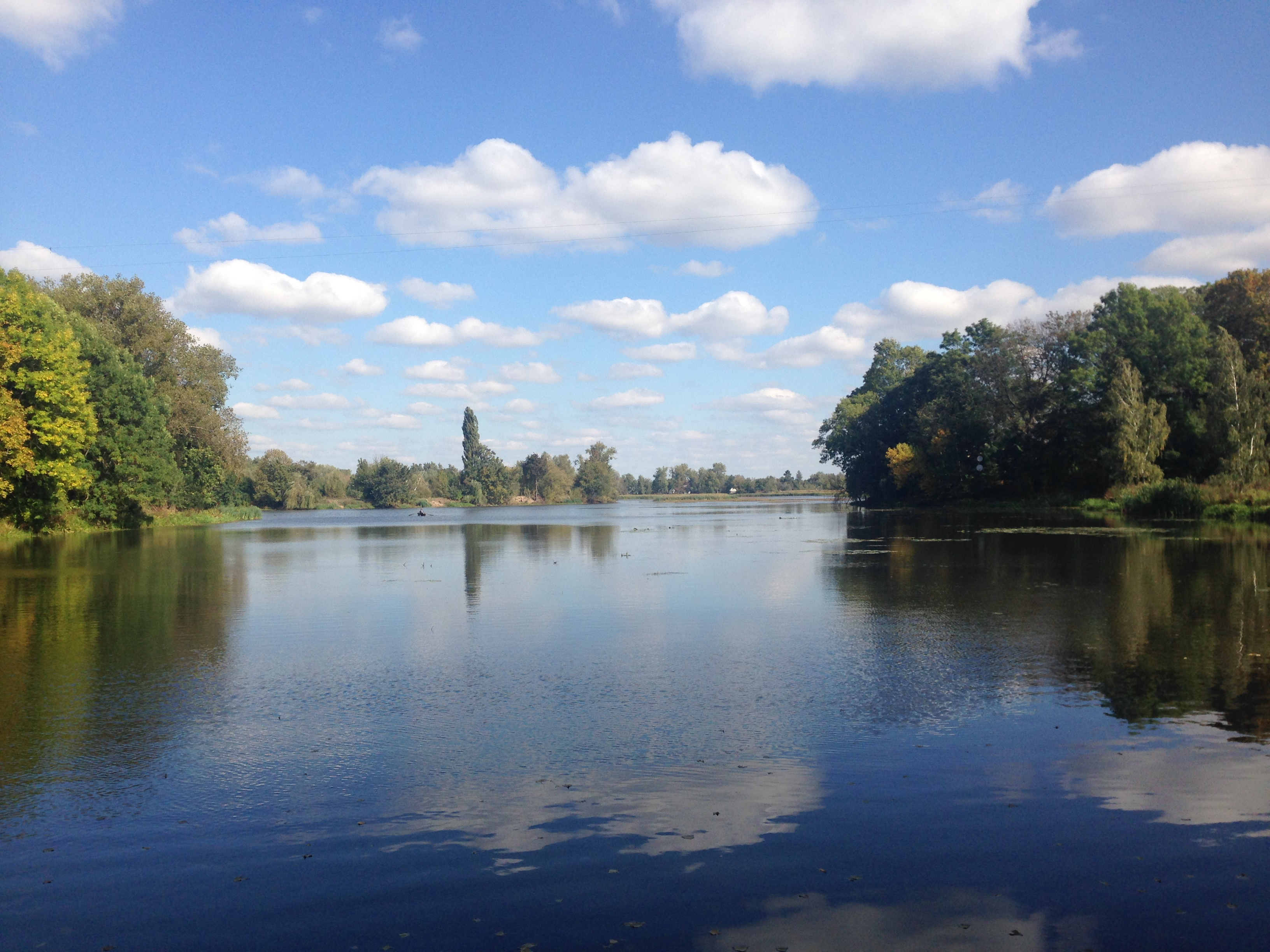
Die Usch bei Baraschi

## Geografische Lage
Die Ortschaft liegt auf einer Höhe von 203 m am Ufer der Usch, eines 256 km langen, rechten Nebenflusses des Prypjat, 40 km nordöstlich vom Rajonzentrum Swjahel und etwa 75 km nordwestlich vom Oblastzentrum Schytomyr.
Durch das Dorf verläuft die Territorialstraße T–05–06.

## Geschichte
Das Dorf lag bei seiner ersten schriftlichen Erwähnung 1566 in der Woiwodschaft Kiew des Großfürstentums Litauen und kam nach der Lubliner Union 1569 zu Polen-Litauen. Nach der Zweiten Polnischen Teilung 1793 fiel das Dorf an das Russische Kaiserreich. Nach dem Russischen Bürgerkrieg kam das Dorf an die Sowjetunion und dort zur Ukrainischen SSR. Während des Deutsch-Sowjetischen Kriegs war das Dorf vom 12. Juli 1941 bis zum 1. Januar 1944 von der Wehrmacht besetzt. Seit dem Zerfall der Sowjetunion 1991 ist das Dorf Teil der unabhängigen Ukraine.

### Holocaust in Baraschi
Auf einem Feld bei Baraschi wurden im Herbst 1941 über 170 Juden aus Baraschi und Umgebung ermordet und in zwei Massengräbern verscharrt. Die Flächen wurden nach dem Krieg mit einem Holzzaun markiert, dessen verfaulte Überreste während der Aufräumarbeiten zu Beginn der Umgestaltung entfernt wurden.
2019 wurde der Gedenkort für die ermordeten Juden gestaltet und im September 2019 eingeweiht.

## Verwaltungsgliederung
Am 28. Juli 2016 wurde das Dorf zum Zentrum der neugegründeten Landgemeinde Baraschi (ukrainisch Барашівська сільська громада/Baraschiwska silska hromada), zu dieser zählten noch die 23 in der untenstehenden Tabelle aufgelisteten Dörfer, bis dahin bildete es die gleichnamige Landratsgemeinde Baraschi (Барашівська сільська рада/Baraschiwska silska rada) im Südosten des Rajons Jemiltschyne.
Am 12. Juni 2020 kamen noch die Siedlung städtischen Typs Jablunez sowie die 11 Dörfer Chotysch, Duha, Huta-Selenyzka, Kamjanka, Mychajliwka, Olchiwka, Rjasne, Selenyzja, Simakiwka, Sorjanke und Wiktoriwka zum Gemeindegebiet.
Am 17. Juli 2020 kam es im Zuge einer großen Rajonsreform zum Anschluss des Rajonsgebietes an den Rajon Swjahel.
Folgende Orte sind neben dem Hauptort Baraschi Teil der Gemeinde:
| Name                     | Name              | Name                                    |
| ukrainisch transkribiert | ukrainisch        | russisch                                |
| ------------------------ | ----------------- | --------------------------------------- |
| Antoniwka                | Антонівка         | Антоновка (Antonowka)                   |
| Bastowa Rudnja           | Бастова Рудня     | Бастова Рудня                           |
| Beresiwka                | Березівка         | Берёзовка (Berjosowka)                  |
| Bobryzja                 | Бобриця           | Бобрица (Bobriza)                       |
| Bobryzka Boljarka        | Бобрицька Болярка | Бобрицкая Болярка (Bobrizkaja Boljarka) |
| Budo-Bobryzja            | Будо-Бобриця      | Буда-Бобрица (Buda-Bobriza)             |
| Chotysch                 | Хотиж             | Хотыж                                   |
| Duha                     | Дуга              | Дуга (Duga)                             |
| Hannopil                 | Ганнопіль         | Аннополь (Annopol)                      |
| Huta-Bobryzka            | Гута-Бобрицька    | Гута-Бобрицкая (Guta-Bobrizkaja)        |
| Huta-Selenyzka           | Гута-Зеленицька   | Гута-Зеленицкая (Guta-Selenizkaja)      |
| Jablunez                 | Яблунець          | Яблонец (Jablonez)                      |
| Jewheniwka               | Євгенівка         | Евгеновка (Jewgenowka)                  |
| Jelysawetpil             | Єлизаветпіль      | Елизаветполь (Jelisawetpol)             |
| Jossypiwka               | Йосипівка         | Йосиповка (Jossipowka)                  |
| Kamjanka                 | Кам’янка          | Каменка (Kamenka)                       |
| Kysseliwka               | Киселівка         | Киселёвка (Kisseljowka)                 |
| Kyjanka                  | Киянка            | Киянка (Kijanka)                        |
| Kremjanka                | Крем’янка         | Кремянка                                |
| Majdan                   | Майдан            | Майдан (Maidan)                         |
| Mychajliwka              | Михайлівка        | Михайловка (Michailowka)                |
| Nedilyschtsche           | Неділище          | Неделище (Nedelischtsche)               |
| Nowooleksandriwka        | Новоолександрівка | Новоалександровка (Nowoaleksandrowka)   |
| Nowosilka                | Новосілка         | Новосёлка (Nowosjolka)                  |
| Olchiwka                 | Ольхівка          | Ольховка (Olchowka)                     |
| Rjasne                   | Рясне             | Рясное (Rjasnoje)                       |
| Schewtschenkowe          | Шевченкове        | Шевченково (Schewtschenkowo)            |
| Selenyzja                | Зелениця          | Зеленица (Seleniza)                     |
| Simakiwka                | Сімаківка         | Семаковка (Semakowka)                   |
| Sorjanka                 | Зорянка           | Зорянка                                 |
| Sorotschen               | Сорочень          | Сорочень                                |
| Synjawka                 | Синявка           | Синявка (Sinjawka)                      |
| Ussolussy                | Усолуси           | Усолусы                                 |
| Werby                    | Верби             | Вербы                                   |
| Wiktoriwka               | Вікторівка        | Викторовка (Wiktorowka)                 |